# Маунт Фудзи Ультратрейл
Маунт Фудзи Ультратрейл (яп. ウルトラトレイル・マウントフジ) — ежегодный сверхмарафон, проводимый в префектурах Яманаси и Сидзуока в Японии. Первый старт был дан в 2012 г. Длина трассы менялась от 156 км в 2012 до 170,3 км в 2015, суммарный набор высоты — 9500 м, лимит прохождения — 46 часов. Забег является частью Мирового тура ультратрейлов. Также является забегом-побратимом Монблан Ультратрейла.

## Маршрут забега
168-километровая дистанция начинается в парке Ягизаки поселка Фудзикавагутико префектуры Яманаси. Она проходит вокруг горы Фудзияма, имея суммарный набор высоты в 9500 м. Лимит времени — 46 часов. Участники должны быть старше 18 лет, а также иметь квалификационные очки, заработанные в других трейловых забегах.

## История
Во время забегов 2015 и 2016 гг. были сложные погодные условия. Из-за сильного ливня соревнования 2016 года были остановлены вскоре после отметки 40 км. Тогда организаторы решили перенести соревнования на весну. Следующий забег запланирован (после отмены 2017) на весну 2018 года.

## Результаты

### Участники
| Год  | Стартовало    | Финишировало       |
| ---- | ------------- | ------------------ |
| 2012 | 852           | 611 (562 М, 49 Ж)  |
| 2013 | 991 40+ стран | 724 (610 М, 114 Ж) |
| 2014 | 1422          | 849 (731 М, 118 Ж) |
| 2015 | 1363          | 567 (471 М, 96 Ж)  |

### Мужчины
|     | Дата         | Дистанция | Золото                     | Серебро                       | Бронза                   |
| --- | ------------ | --------- | -------------------------- | ----------------------------- | ------------------------ |
| I   | 18-20.5.2012 | 156 км    | Жульен Шорье 18:53.12      | Адам Кэмпбелл 19:26.29        | Кэнъити Ямамото 21:15.02 |
| II  | 26-28.4.2013 | 100 миль  | Хара Ёсикадзу 19:39.48     | Жульен Шорьер 19:48.28        | Себастьян Шейно 19:50.13 |
| III | 25-27.4.2014 | 100 миль  | Франсуа Дэн 19:09.03       | Райан Николас Сандес 20:18.59 | Майк Адам Фут 20:54.16   |
| IV  | 25-27.9.2015 | 170,3 км  | Гедиминас Гриниус 20:40.58 | Арно Лежен 21:54.51           | Джефф Браунинг 22:01.01  |

### Женщины
|     | Дата         | Дистанция | Золото                           | Серебро                   | Бронза                  |
| --- | ------------ | --------- | -------------------------------- | ------------------------- | ----------------------- |
| I   | 18-20.5.2012 | 156 км    | Нереа Мартинес Уррузола 24:05.04 | Хироко Судзуки 27:16.32   | Нора Сенн 28:31.57      |
| II  | 26-28.4.2013 | 100 миль  | Крисси Моэл 24:35.45             | Шона Стивенсон 25:56.53   | Огава Хитоми 26:15.25   |
| III | 25-27.4.2014 | 100 миль  | Нурия Пикас 23:27.34             | Фернанда Масьель 23:46.24 | Мария Семержан 27:16.13 |
| IV  | 25-27.9.2015 | 170,3 км  | Уксу Фрайле Азпейтья 25:34.02    | Фернанда Масьель 26:44.25 | Ализа Лапьер 26:44.25   |